# Rōei
Rōei (jp: 朗詠): género de música coral popular como entretenimiento privado de los nobles del período Heian, cuyo origen puede ser la costumbre de recitar poesía china con motivo del reencuentro de amigos.
Los textos que utiliza como base son la poesía china y se acompaña de instrumentos únicamente de viento del lado derecho: hichiriki (篳篥), komabue (高麗笛 o 狛笛) y el órgano de boca shō (笙).